# أبو تراب
أبو تراب، هيّ إحدى كُنى أمير المؤمنين علي بن أبي طالب رابع الخلفاء الراشدين عند السنة والإمام الأول عند الشيعة.

## وجه التسمية
يُروى في سبب تسمية النبي محمد عليًا بأبي تراب، أنه جاء وعلي نائم في التراب، فقال: «إن أحق أسمائك أبو تراب، أنت أبو تراب».
وعن عباية بن ربعيّ قال: «قلت لعبد الله بن عباس: لم كنّى رسول الله (صلى الله عليه وآله) عليّاً أبا تراب؟ قال: لأنَّه صاحب الأرض, وحجّة الله على أهلها بعده، وبه بقاؤها، وإليه سكونها. وقد سمعت رسول الله (صلى الله عليه وآله) يقول: إذا كان يوم القيامة ورأى الكافر ما أعدّ الله تبارك وتعالى لشيعة عليّ من الثَّواب والزّلفى والكرامة، يقول : يا ليتني كنت ترابيّاً، أي يا ليتني من شيعة عليّ وذلك قول الله عزّ وجلّ: (ويقول الكافر يا ليتني كنت تراباً)».
قال محمد باقر المجلسي: «يمكن أن يكون ذكر الآية لبيان وجه آخر لتسميته عليه السلام بأبي تراب، لان شيعته لكثرة تذللهم له وانقيادهم لأوامره سموا ترابا كما في الآية الكريمة، و لكونه عليه السلام صاحبهم وقائدهم ومالك أمورهم سمي أبا تراب».
وقد قال عبد الباقي العمري مشيراً إلى ذلك:
.
وقد كانت أحبّ الكُّنى إلى قلب علي بن أبي طالب ويُسرّ إذا ما ناداه الناس بهذه الكُنية. وأيضاً لُقِب بذلك لكثرة صلاته وسجوده فقد كان عِندما يسجد يطيل سجوده مما يجعل التُراب يعلق في وجهه.